# Малока
Мало́ка (англ. malocas, исп. Maloca; məˈləʊkə) — тип хижины, большое общинное жилище у индейцев тропических лесов Южной Америки; сама деревня, состоящая из одной-двух таких хижин. Распространено в Колумбии и Бразилии. У каждого племени свой вид малоки с уникальными характеристиками, которые помогают отличать один народ от другого. Например, народность энавене-наве в Мату-Гросу в Бразилии, юкуна или чибча в Колумбии.

## Этимология
Происхождение слова «малока» неизвестно, возможно, это слово происходит от языка тупи mar’oca («дом войны», «военный корпус», «индейская ферма»). Вероятно, «малока» происходит от языка мапуче malocan (чит. «малокан», пер. — «враждовать»). Ранее на бразильском португальском, аргентинском испанском, уругвайском испанском языках слово малока употреблялось в значении «неожиданная атака индейцев» мапуче на малоки других племён (XVII — начало XIX веков). Изменение смысла от «нападения» к «жилью», вероятно, последовал за умиротворением коренного населения аргентинских пампасов и распространился на север.
Другое использование
В Риу-Гранди-ду-Сул термин «малока» широко использовался до конца 1990-х годов для обозначения жилищ, построенных из подручных материалов, необычных по конструкции, от дерева до картона и холста.
Смещение значения maloca
Малока представляет собой священное пространство, задуманное как «Пояс формирования существа», «Женщина Мудрости» или «дом Вселенной», также называемое Канса Мария, Унгума, Чумсуа, Богио, Тамбо и т. д., в зависимости от наименования, данного каждому ритуальному пространству, этнической принадлежности, культуры или коренным народам. Вся малока построена для общины и представляет собой «саму жизнь». Там, в предельной простоте, в совершенной кардинальной ориентации, через мужские и женские ритуальные элементы (огонь, природную эссенцию табака и растительной соли), мамба-листами молотой коки, кагуанны и маниока, — крахмал сладкой юкки с фруктами, касаби — сладкая тортилья из юки, тикупи и капарама — традиционные чили и мани), порядок космоса воссоздаётся ежедневно. В малоке вожди, старейшины, шаманы, встречаются каждую ночь; женщины, дети, молодёжь и взрослые — всё сообщество в целом. Малока воссоздаёт слово жизни и единства, духовный совет, слово Отца-Матери (космос-земля). Этот жизненный акт, или мамбео, является пространством-временем, в котором сообщество выражает себя среди всей зависти, зла, обмана, ревности, плохих мыслей, плохого слова, всего, что вызывает дискомфорт и дисгармонию в сосуществовании и окружающей среде.
В малоке сердце очищается коллективно, а дух освобождается; рассказы, мифы, обряды, обычаи и традиции передаются в устной форме, даются советы детям, молодёжи и взрослым; учат работе с чагрой (фруктовым садом), родному языку, охоте, ремёслам; положительные и отрицательные стороны ежедневной работы анализируются и обсуждаются; мудрость спланирована, организована и распространена; тело, разум и дух людей и окружающая среда исцеляются; законодательство и восстановительное правосудие хорошо поставлены.

## История и география
Малоки были обнаружены в середине XIX века в Гвиане, северо-западной Амазонии и в некоторых регионах южнее в районе рек Пурус и Гуапоре. Первое упоминание найдено у Альфреда Уоллеса (1823—1913), натуралиста, теоретика эволюции и социального критика. В его тексте упоминались: бразильская португальская малока или боливийская испанская, аргентинская испанская, колумбийская испанская, венесуэльская испанская малоки, а также индейские поселения, где жители проживают в одном или нескольких зданиях.
В течение многих лет эти длинные дома были объектами нападения миссионеров-иезуитов.

## Архитектура и конструкции
Малока — традиционная хижина коренных народов лесов Амазонии, индейское коммунальное высокое строение (длинный дом) с большим открытым пространством внутри, поддерживаемое четырьмя стойками. Дома, например, народа тупи достигают длины 20-30 м, высотой до 25 м. Малока изготавливается только из биоразлагаемых материалов, в основном из грубой древесины, прямоугольной, овальной или круглой формы в плане с двускатной или конусной крышей, покрытой пальмовыми листьями или травой. С южной и восточной стороны крыши, как правило, доходят до земли. Единственным входом является дверь, обращённая к стороне восхода солнца.
Возведение малоки — долгое, тяжёлое и трудоёмкое занятие. Они возводятся на земле, которая подготавливается к строительству каждым членом группы, живущей внутри. В малоке проживает несколько поколений, здесь протекает вся жизнь группы.
У народа яномамо малока представляет собой сплошное кольцо из навесов (шабоно) вокруг центральной площади. В районе Бразильского нагорья и в Южной Амазонии малока — огромные круглые или подковообразные в плане строения с центральной площадью, внутри которой иногда сооружают мужской дом. У народа группы уитото прямоугольные малоки символизируют мужское начало, круглые и овальные — женское.
В болотистых местах дома строят на сваях, например, народ варао (варрау) и другие индейцы Венесуэлы, иногда сваи встречаются и среди племён в засушливых землях и саваннах.

## Организация жизни
Дома отражают экономическую организацию и социальную структуру; строения варьируются от простых укрытий от дождя гауяки (guayakí) и ветра намбикуара (nambicuara) до больших коммунальных домов малока (malocas). В XIX веке в общинной хижине малока проживало до 200 и более человек (всё племя). Современное семейное сообщество некоторых коренных народов составляет от 10 до 100 человек, проживающих вместе в одной малоке. Деревня состоит из одной или более малок, рядом с ними иногда строят небольшие укрытия (лачуги).
Индейцы народа мура живут на реках Мадейра, Пурус и Гуато (в верховьях реки Парагвай), они проводят большую часть года на реках и в лагунах, ловят рыбу и охотятся на водных обитателей, превратив свои каноэ в жилища. В другое время они живут в маленьких хижинах у кромки воды.
Малока в мировоззрении индейцев Амазонии — это изображение вселенной, отдельные части здания соответствуют отдельной части пространства. Строительство здания ритуализировано и вовлекает всё сообщество. Несколько семей с патрилинеальными отношениями живут вместе в малоке, расположенной по периметру длинного дома в разных отсеках. В малоках нет стен, внутреннее пространство делится в соответствии с социальными различиями, каждой семье предоставляется определённое место, иногда и каждому из её членов. Предводитель местной группы (вождь) живёт со всеми, ближе к задней стене длинного дома. Определённые места строения используются для шаманских заклинаний.
Мебель очень простая; индейцы спят на вертикальных нарах, также используют гамаки. У каждой семьи есть своя печь. Малока иногда служит солнечными часами: сквозь специальные щели в крыше по положениям солнечных лучей на стене определяют время дня. В малоках справа от входа устанавливаются барабаны кууму — два полых бревна, подвешенных на лианах между вкопанными в землю столбами.
Во время фестивалей и формальных церемоний с участием в танцах мужчин пространство длинного дома перестраивается; центр длинного дома — самая важная область, где происходит танец.
Женатые мужчины и женщины спят вместе, неженатые подростки спят отдельно, как и юные девочки и незамужние женщины.
Жители малоки воспринимают себя как часть природы. Они не ставят себя выше других живых существ. Малока представляет их связь с природой и считается священной для всех её обитателей. Четыре столпа, которые поддерживают малоку, определяют место, где будут похоронены члены семьи после переезда в другую местность, где заново будет отстраиваться малока.
Кочевые амазонские племена разрушают малоки при переезде, чтобы не осквернять природу брошенным зданием. Когда деревянные конструкции сооружения начинают гнить, община меняет регион и начинает строить новую малоку, оставляя данный район для восстановления ресурсов, по крайней мере, на десять лет.

## Современное использование
В настоящее время среди коренных народов Южной Америки развит религиозный культ общинного большого дома (малоки, чуруата, бааэха и других), строения используются как места встреч, собраний и религиозных обрядов местного сообщества, а также как жильё вождей. Во время ритуальных обрядов (юрупари) мужчины играют на священных флейтах и горнах, в это время женщинам в малоки вход закрыт. В малоках проводятся инициации мальчиков и девочек, различные праздники (например, праздник плодородия персиковой пальмы, постройки новой малоки и т. д.). Шаманы разных степеней (высшая — куму) во время ритуалов употребляют наркотические и галлюциногенные вещества, такие как кока, табак, аяуаска, йопо (Anadenanthera peregrina), чичу из маниока, мамба (курительная смесь, собирательное название) и другие.

## Галерея
Традиционные строения
- План малоки индейского племени яномамо
- Индейские малоки (Ваупес, Колумбия)
- Малока (Краксы-миту, Колумбия)
- Фотография малоки
- Малока в Амасонасе (Колумбия)
- Малока в Икитос, Перу
- Интерьер малоки в Икитосе, Перу. Обычно форма круглая или яйцевидная, состоит из столбов по периметру, а крыша сделана из переплетённых листьев.

Современные строения
- Современная деревянная малока (Пукальпа, Перу)
- Вариант малока